# Autostrady w Albanii

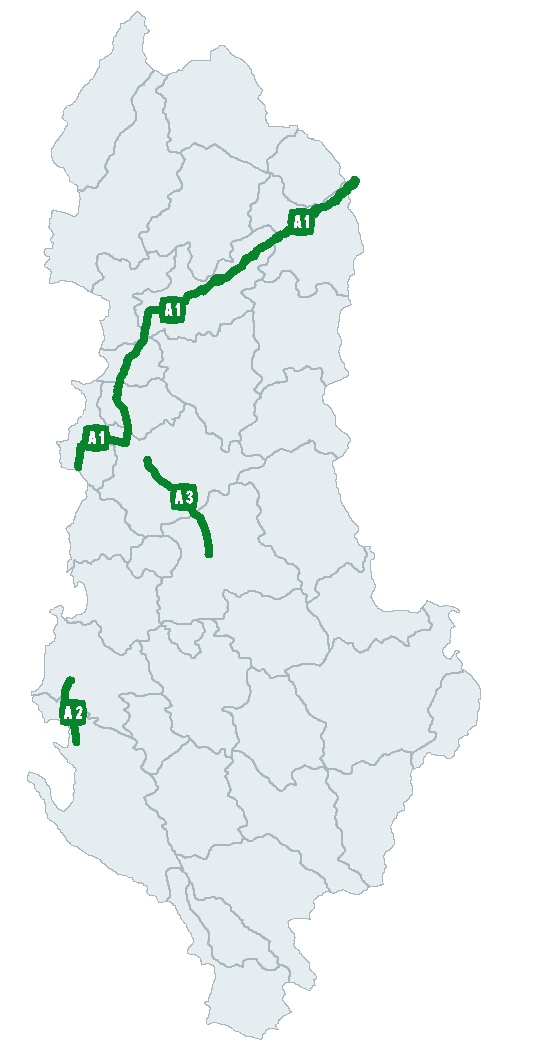
Sieć autostrad w Albanii (2015)

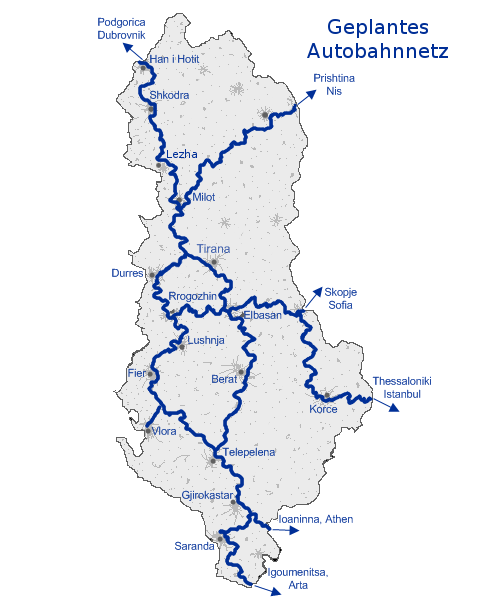
Planowana sieć autostrad w Albanii

Autostrady w Albanii – sieć autostrad w Albanii.
| Numer | Numer | Przebieg | Długość               |
| ----- | ----- | --- | --------------------- |
|       | A1    | Durrës (SH2) – Vora – Fushë-Krujë (SH1) – Milot (SH5) – Rubik – Rrëshen – Tunel Kalimash–Thirrë – Kukës (SH5) – Morina (granica z Kosowem) | 177 km                |
|       | A2    | Fier (SH4/SH8) – Wlora (SH8) | 24,5 km plan. 46,5 km |
|       | A3    | Tirana – Baldushk – Elbasan – Kuçovë – Berat – Memaliaj – Tepelena (SH4)                                                                   | 31,17 km plan. 110 km |